# پیز گریواسالوس
پیز گریواسالوس (به لاتین: Piz Grevasalvas) یک کوه در سوئیس است که در کانتون گراوبوندن واقع شده‌است. پیز گریواسالوس ۲٬۹۳۲ متر بالاتر از سطح دریا واقع شده‌است.